# Jacmel (arrondissement)
Jacmel (em crioulo, Jakmèl), é um arrondissement do Haiti, situado no departamento do Sudeste. De acordo com o censo de 2003, Jacmel tem uma população total de 246.262 habitantes.

## Comunas
O arrondissement de Jacmel é composto por 4 comunas.			